# Romance pour violon d'Elgar

La Romance en mi mineur pour violon et piano est une œuvre d'environ cinq minutes d'Edward Elgar composée en 1878 ou 1879  et publiée en 1885 comme Opus 1.
La romance est dédiée à Oswin Grainger, un ami d'Elgar qui jouait avec lui dans l'orchestre de Worcester, musicien amateur et commerçant.
Cette pièce est publiée par Schott en 1885 et la création a lieu le 20 octobre 1885 à Worcester.

## Enregistrements
- Elgar : Romance pour Violon & Piano, Op. 1, Simone Lamsma (Violon), Yurie Miura (Piano)
- Elgar : Romance pour Violon & Piano, Op. 1, Marat Bisengaliev (en) (Violon), Benjamin Frith (Piano)